# Withybrook
Withybrook is een civil parish in het bestuurlijke gebied Rugby, in het Engelse graafschap Warwickshire met 242 inwoners.